# Alice Rivlin
Alice Mitchell Rivlin (née Georgianna Alice Mitchell ; 4 mars 1931 – 14 mai 2019) est une économiste et responsable du budget américain. Elle est 16e vice-présidente de la Réserve fédérale de 1996 à 1999. Avant sa nomination à la Réserve fédérale, Rivlin est directrice du Directrice du Bureau de la gestion et du budget de l'administration Clinton de 1994 à 1996. Avant cela, elle joue un rôle déterminant dans la création du Congressional Budget Office et en est la directrice fondatrice de 1975 à 1983. Membre du Parti démocrate, Rivlin est la première femme à occuper l'un ou l'autre de ces postes.
Lorsqu'il n'est pas au gouvernement, elle est chercheure principale en études économiques à la Brookings Institution et professeur invité à la McCourt School of Public Policy de l'Université de Georgetown. Elle est une experte réputée du budget fédéral américain et de la politique macroéconomique ; et copréside, avec le sénateur américain à la retraite Pete Domenici (R-NM), le groupe de travail sur la réduction de la dette du Bipartisan Policy Center.

## Jeunesse et éducation
Georgianna Alice Mitchell est née à Philadelphie dans une famille juive, fille de Georgianna Peck (Fales) et Allan CG Mitchell. Elle est la petite-fille de l'astronome Samuel Alfred Mitchell (en). Elle grandit à Bloomington, Indiana, où son père est professeur à l'Université de l'Indiana. Elle fréquente brièvement le lycée universitaire de Bloomington avant de partir au lycée de la Madeira School. Elle étudie ensuite au Collège Bryn Mawr. Au départ, elle souhaite se spécialiser en histoire, mais après avoir suivi un cours d'économie à l'Université de l'Indiana, elle décide de se spécialiser en économie.
Rivlin obtient son baccalauréat ès arts en 1952, rédigeant sa thèse sur l'intégration économique de l'Europe occidentale, et après avoir obtenu son diplôme, elle part en Europe où elle travaille sur le plan Marshall. À l’origine, Rivlin souhaite poursuivre des études supérieures en administration publique, mais elle est refusée au motif qu’elle est une femme en âge de se marier. Rivlin obtient un doctorat en économie du Radcliffe College de l'Université Harvard en 1958.

## Carrière
Alice Rivlin est affiliée à plusieurs reprises à la Brookings Institution, notamment de 1957 à 1966, de 1969 à 1975, de 1983 à 1993 et de 1999 jusqu'à sa mort. Elle est professeure invitée à la McCourt School of Public Policy de l'Université de Georgetown. De 1968 à 1969, elle est nommée par le président Lyndon B. Johnson au poste de secrétaire adjoint à la planification et à l'évaluation du ministère de la Santé, de l'Éducation et du Bien-être social des États-Unis. En 1971, elle écrit Systematic Thinking for Social Action. Elle est élue membre de l'Académie américaine des arts et des sciences en 1973.

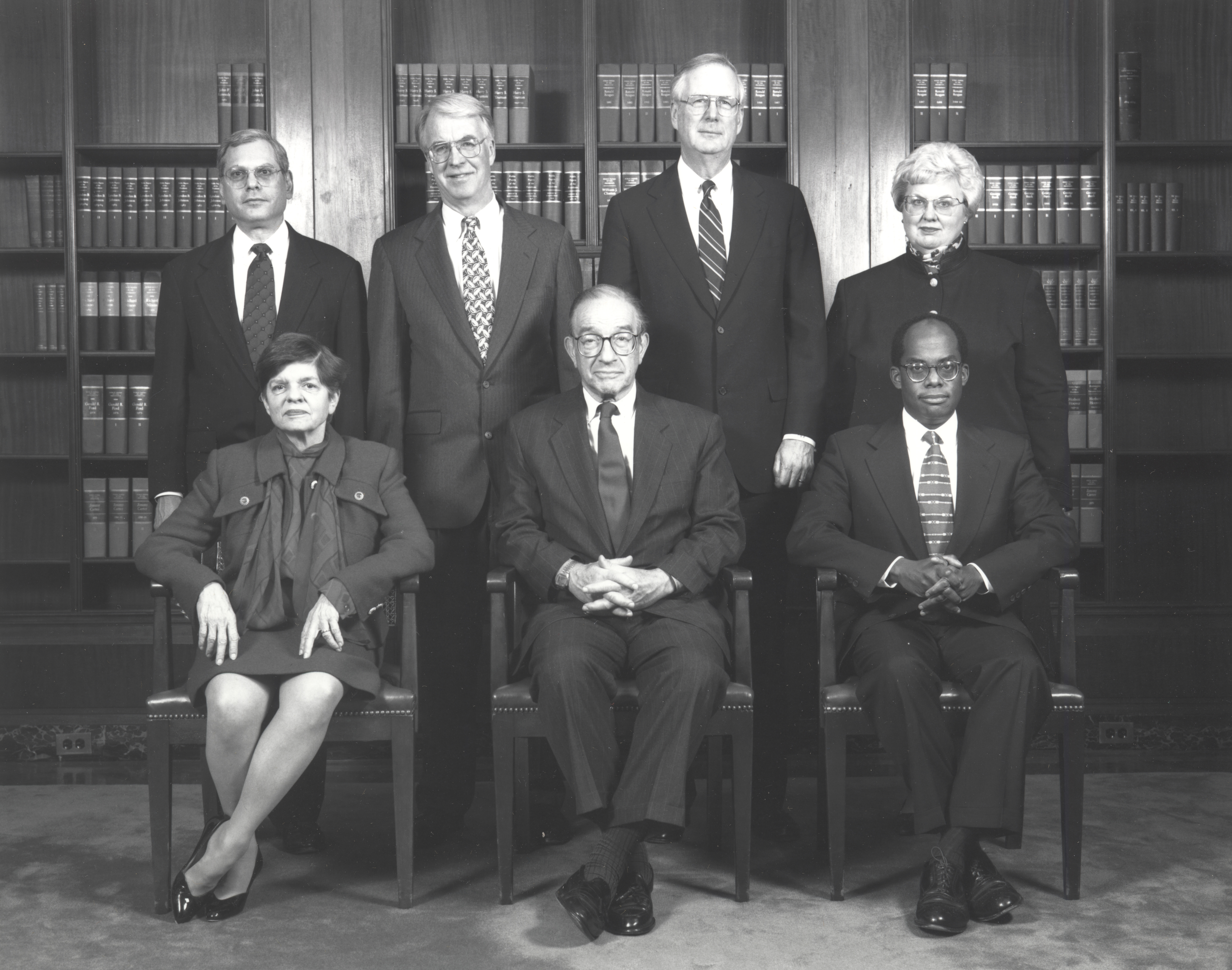
Le Conseil des gouverneurs de la Réserve fédérale en 1997. Rivlin est assis à l'extrême gauche.

Rivlin est la première directrice du Congressional Budget Office (CBO) nouvellement créé entre 1975 et 1983. En tant que chef du CBO, elle est une critique persistante et véhémente des Reaganomics. Elle reçoit une Bourse MacArthur en 1983 en reconnaissance de son rôle de créatrice de CBO. Après cela, elle est directrice adjointe du Bureau de la gestion et du budget (OMB) de 1993 à 1994 et puis est directrice de l'OMB de 1994 à 1996, sous l'administration Clinton. Le président Clinton la nomme vice-présidente de la Réserve fédérale de 1996 à 1999. Elle est également présidente de la Financial Responsibility and Management Assistance Authority du District de Columbia de 1998 à 2001 .
En 2012, elle reçoit le prix Foremother du Centre national de recherche sur les femmes et les familles.
Rivlin est membre du conseil d'administration de l'Institut national du discours civil (NICD). L'institut est créé à l'Université de l'Arizona après la tragique fusillade de l'ancienne députée Gabrielle Giffords en 2011, qui tue 6 personnes et en blesse 13 autres.

### Panels de réduction de la dette/gestion budgétaire en 2010
Rivlin et l'ancien sénateur Pete Domenici (Républicain du Nouveau-Mexique) sont nommés en janvier 2010 pour présider un groupe de travail sur la réduction de la dette, parrainé par le Bipartisan Policy Center de Washington, DC.
Peu de temps après, Rivlin est nommée par le président Obama à son comité bipartite de 18 membres de la Commission nationale sur la responsabilité fiscale et la réforme, présidé par l'ancien sénateur Alan K. Simpson (R- WY) et l'ancien chef de cabinet de la Maison Blanche Erskine Bowles (D), communément connue sous le nom de Commission Simpson-Bowles. La commission se réunit pour la première fois le 27 avril 2010 et la date limite pour son rapport est fixée au mois de décembre.

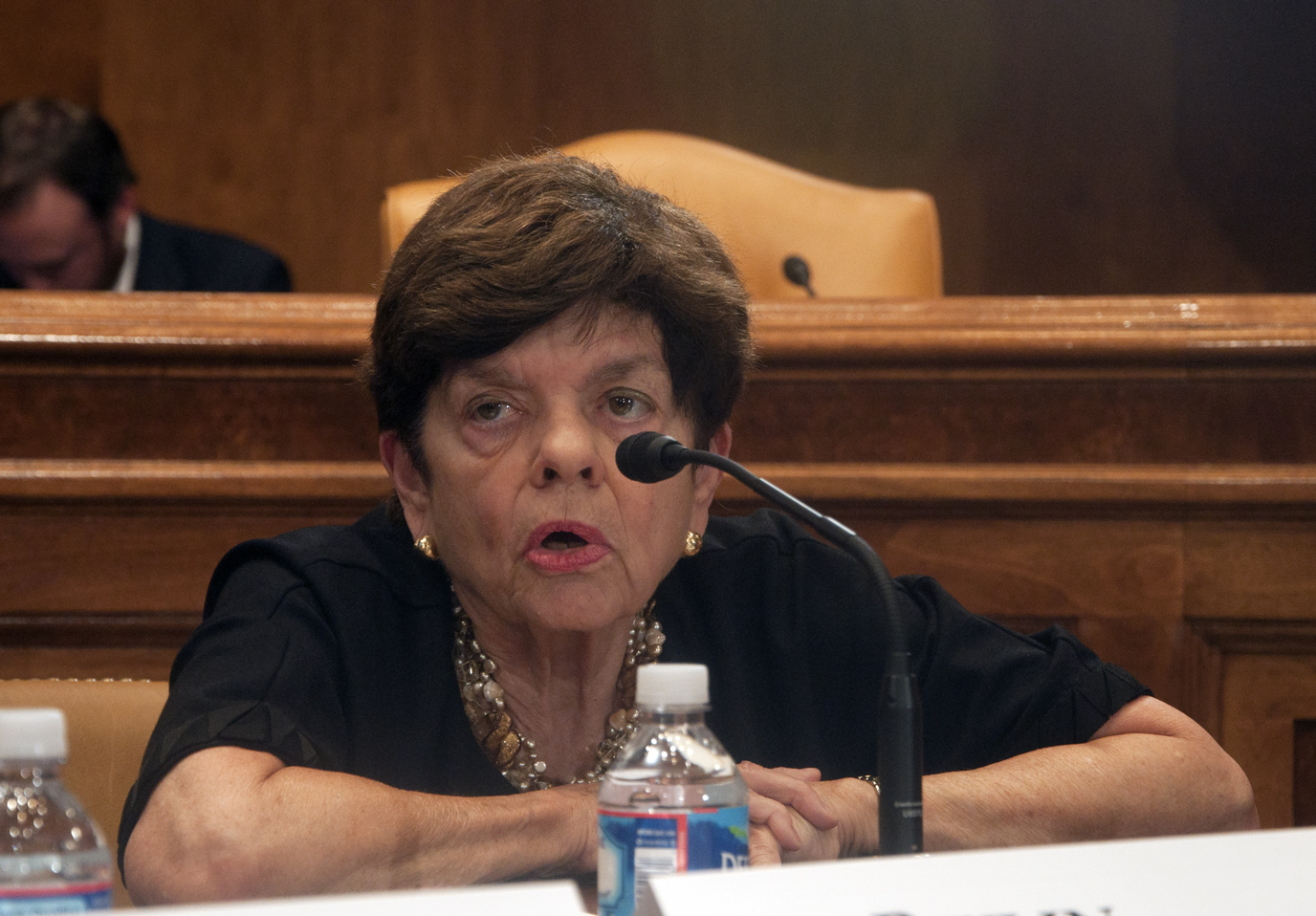
Rivlin en 2011

## Vie privée
Rivlin est d'origine cornique. En 1955, elle épouse l'ancien avocat du ministère de la Justice Lewis Allen Rivlin de la famille Rivlin, avec qui elle a trois enfants. Ils divorcent en 1977, bien qu'elle ait conservé son nom de famille dans sa vie professionnelle. En 1989, elle épouse l'économiste Sidney G. Winter. Elle est décédée à Washington, DC, le 14 mai 2019 l'âge de 88 ans.